# Кийзамаа
Кийзамаа (эст. Kiisamaa) — деревня в Эстонии, в составе волости Ляэнеранна уезда Пярнумаа.
До реформы в 2017 году относилась к волости Коонга.

## География
Расположена в 21 километре к северо-западу от уездного центра — города Пярну и в 27 км к юго-востоку от волостного центра — города Лихула. Высота над уровнем моря — 21 метр.

## Население
По данным переписи населения 2011 года, в деревне проживали 18 человек, из них 16 (88,9 %) — эстонцы.
Численность населения деревни Кийзамаа:
| Год     | 2000 | 2011 | 2017 | 2018 | 2019 | 2020 | 2021 |
| ------- | ---- | ---- | ---- | ---- | ---- | ---- | ---- |
| Человек | 12   | ↗ 18 | ↘ 11 | ↗ 12 | ↗ 14 | ↘ 13 | ↘ 12 |

## Известные личности
- Пильве-Изергеэле Каськ, в дев. Куремаа (Pilve Isergeele Kask (Kuremaa) 3 февраля 1916 года, Кийзамаа — 25 июня 1949 года, Тверь) — эстонская писательница. Убита.
- Гульдаста-Ваппу Оясте (12 октября 1895 года, Торинкюля — 31 июля 1948 года, Кийзамаа) — финская певица, была репрессирована в 1934 году, но в вскоре реабилитирована. Умерла в Кийзамаа от сердечно-сосудистого заболевания.